# Disartria
La disartria (del griego dis, "malfunción"; y artros, "articulación") corresponde a una alteración en la articulación de las palabras. Se atribuye a una lesión del sistema nervioso central y periférico. Se distingue de la afasia motora en que no es un trastorno del lenguaje, sino del habla. Quien padece disartria presenta dificultades para pronunciar palabras.

## Recordatorios neurológicos
Los músculos que controlan los movimientos necesarios para el lenguaje oral están inervados por los siguientes nervios: nervio facial (VII par), nervio vago (X par), hipogloso (XII par), accesorio y glosofaríngeo (IX par). Todos tienen, además del nervio facial, una unión en el bulbo raquídeo. Los comandos nerviosos provienen de diferentes áreas de la corteza a través de dos tipos de neuronas hacia los músculos, pasando a través del bulbo. El daño a uno de estos dos tipos de neuronas puede provocar disartria, ya sea que el daño sea paralítico o disfunción de la motilidad.

## Etiología
Hay muchas causas potenciales de disartria. Puede ser el resultado de un daño cerebral debido a una lesión cerebral, un tumor cerebral, la demencia, la esclerosis múltiple, la enfermedad de Parkinson y el accidente isquémico transitorio (accidente cerebrovascular).
También puede ser causada por daños en los nervios de los músculos implicados en el habla, como un traumatismo facial o cervical, o cirugías para tratar el cáncer de cabeza y cuello. Ciertas enfermedades neuromusculares pueden provocar disartria, como la parálisis cerebral, la distrofia muscular, la miastenia grave o la esclerosis lateral amiotrófica (ELA).
Se ha documentado la asociación de la disartria con la enfermedad celíaca o la sensibilidad al gluten no celíaca no diagnosticadas y la mejoría con la retirada del gluten de la dieta. Los síntomas neurológicos pueden ser la única manifestación de la sensibilidad al gluten, en ausencia de síntomas digestivos o de otro tipo.
Otras causas de disartria pueden ser la intoxicación con alcohol, las prótesis dentales mal ajustadas o los efectos secundarios de ciertos medicamentos, como narcóticos, fenitoína o carbamazepina.

## Síntomas
Las personas con disartria presentan los siguientes síntomas:
- Dificultades de articulación.
- El flujo se altera, el ritmo es entrecortado.
- Cambio frecuente de voz: chillón, ahogado.
- Constancia de los trastornos, que son relativamente regulares (a diferencia de la anartria, marcada por una mayor diversidad de producciones).
- Sin disociación voluntaria automática (a diferencia de la anartria y la dispraxia).
- En el contexto de trastornos relacionados con las actividades motoras en general (a diferencia de la anartria, en la que los trastornos se limitan a los órganos orales).

## Causas de la patología
Se trata de una alteración neurológica que afecta la ejecución motora, a diferencia de la dispraxia que afecta a la programación motora. Algunas de las patologías conocidas que pueden conducir a la disartria incluyen:
- La enfermedad de Parkinson: Además de los síntomas mencionados anteriormente, conferirá una voz más aguda y más baja, un tono monótono, un rendimiento más rápido y una conversación rara y, a veces, bloqueada. Destacan los problemas laríngeos que ocasiona esta enfermedad, como las dificultades de aducción de las cuerdas vocales y el mantenimiento de esta aducción.

- La parálisis general: Esta complicación neurológica tardía de la sífilis tenderá a conducir a una disartria progresiva. Las primeras etapas revelan tropiezos, omisiones y otros pequeños desórdenes, para luego evolucionar hacia grandes dificultades de articulación y a palabras revueltas.

- La esclerosis múltiple: Los síntomas particulares son la lentitud del habla, la monotonía de la voz y la pérdida de riqueza del timbre.

Todas estas patologías afectan principalmente a los adultos.
- Tratamiento con carbonato de litio 2 y con infusiones repetidas de fluorouracilo 3, oxaliplatino, en casos excepcionales 4 .

## Clasificación
Según Darley et al. (1975), existen diferentes tipos de disartria clasificados según la lesión original:
- Flácida o bulbar, debido al daño de la neurona motora periférica.
- Espástica o pseudobulbar (afectación de la neurona motora superior).
- Hipocinética e hipercinética (afectación del sistema extrapiramidal: Parkinson, corea).
- Atáxica (cerebelosa).
- Mixta (esclerosis múltiple, ELA).

## Descripción

### Disartria espástica
Se debe a lesiones en los trayectos piramidales que suelen estar relacionados con el control motor fino de los músculos de la cara y del cuello.

### Disartria cerebelosa o disartria escandida
Es una alteración en la articulación de la palabra que se produce debido a una dificultad en la coordinación de la musculatura orofaríngea, produciendo un lenguaje explosivo y que se puede observar en las lesiones cerebelosas.

### Disartria atáxica
Los signos más característicos son la presencia de una prosodia plana y monótona y de una vocalización lenta y descoordinada. Además, es similar a la que se produce en el estado de embriaguez.

### Disartria hipocinética
Aparece como consecuencia de la enfermedad de Parkinson. Sin embargo, también es habitual que la causa sea el consumo continuado de medicamentos antipsicóticos. En este caso el volumen suele ser muy bajo, el timbre plano y la prosodia monótona. La reducción en la velocidad de los movimientos causada por daño en la región conocida como sustancia negra explican estos síntomas.

### Disartria hipercinética
Está causada normalmente por lesiones en los ganglios basales, que son estructuras subcorticales implicadas en los movimientos involuntarios. Los síntomas de este tipo de disartria son similares a los de la espástica y la voz tiende a presentar una cualidad áspera y también se da híper-nasalidad.

### Disartria flácida
Afecta al nervio vago, que es el que permite el movimiento de la laringe y por tanto de las cuerdas vocales. Además, se producen disfunciones en otros músculos faciales.

## Cuadro clínico
El afectado por disartria puede producir sonidos inexistentes en su lengua habitual puesto que no articula correctamente. Entre los síntomas que presenta destaca: emisiones más automáticas, contexto conversacional, voz forzada, respiración irregular y poco coordinada, articulación de las palabras defectuosa, ritmo lento, y alteración del tono y volumen del habla.

## Diagnóstico diferencial
El diagnóstico diferencial se debe hacer, entre otras, con las siguientes alteraciones: apraxia verbal, afasia motriz y dislalia.

## Tratamiento
En la rehabilitación debe participar un equipo multidisciplinario compuesto, al menos, por profesionales de neurología, logopedia, fisioterapia, fonoaudiología y terapia ocupacional.
La logopedia realiza el tratamiento de la disartria con la terapia del habla y del lenguaje para recuperar el habla normal y mejorar la comunicación. Algunos de los objetivos de la terapia sobre la disartria del habla son ajustar la velocidad del habla, fortalecer los músculos, mejorar el uso de la respiración al hablar y mejorar la articulación de los sonidos y ayudar a la familia para apoyar al paciente.
Algunos consejos en el tratamiento de la disartria son:
- Hablar de forma lenta.
- Comenzar la frase o tema de forma lenta.
- Usar frases cortas y concisas.
- Apoyarse en dibujos para explicar las ideas.
- Es importante que las personas interlocutoras den tiempo para hablar.
- También es importante que éstas miren a la persona mientras habla.
- Hablar con normalidad y tranquilidad es muy favorecedor.